# Microeca flavovirescens
Microeca flavovirescens е вид птица от семейство Petroicidae.

## Разпространение
Видът е разпространен в Индонезия и Папуа Нова Гвинея.